# Григорій Кунаков
Григорій Кунаков (р. н. невід. — 1659) — дяк Стрілецького, Холопського та Розрядного приказів Московського царства. Як гінець двічі виконував дипломатичні доручення до Польщі. Мета першої місії (4 січня — 8 квітня 1649) полягала в доставці царського листа Сенату, з'ясуванні перспектив укладення польсько-московської династичної унії й зборі відомостей про політичну ситуацію; другої (16 жовтня 1649 — 12 січня 1650) — привезти грамоту царя Олексія Михайловича польському королю Яну II Казимиру Ваза й зібрати інформацію. Після першої поїздки підготував «Записку про Черкаську війну», а після другої — «Записку» про події у Польщі і в Україні 1649. У березні 1659 переведений до Записного приказу. Невдовзі помер.
Його «Записки…» є нині цінним джерелом дослідження подій початку національної революції 1648—1676.